# پلیموث (انگلستان)

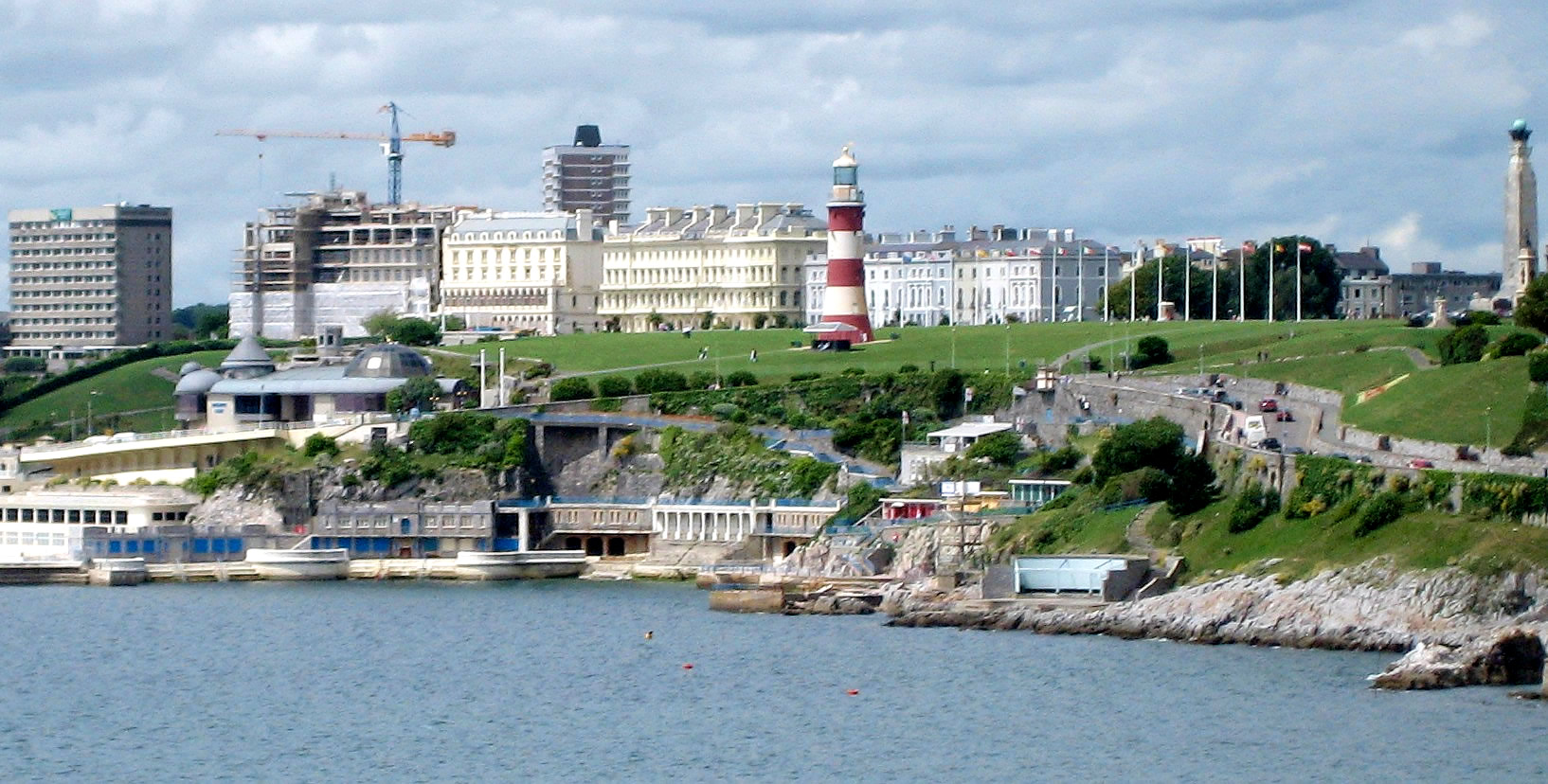

پلیموث (به انگلیسی: Plymouth) نام شهر و بندری در ساحل دوون در جنوب غربی انگلستان است که بین رودهای پلیم و تیمار واقع شده و یکی از پایگاه‌های مهم نیروی دریایی سلطنتی در این شهر بندری قرار دارد. جمعیت این شهر در سال ۲۰۱۸ حدود ۲۶۳٬۱۰۰ برآورد شده است.
در کتاب روز رستاخیز (۱۰۸۶) از پلیموث با نام سادتون (به انگلیسی: Sudtone) یاد شده است و بندر اصلی این شهر نیز هنوز بندر ساتون نامیده می‌شود. رونق یافتن تجارت در این بندر و ارسال نیرو از آن به فرانسه سبب پیشرفت زودهنگام پلیموث شد. سر والتر رالی در این بندر اقدام‌های لازم برای تشکیل مستعمره‌ای جدید در ویرجینیا را در سدهٔ شانزدهم انجام داد و در سال ۱۵۵۸، کشتی‌های انگلیسی از این بندر برای حمله به ناوگان دریایی اسپانیا حرکت کردند.
در سال ۱۶۹۰ کشتی‌سازی سلطنتی کارش را در کرانهٔ شرقی رود تیمار آغاز کرد و شهر پلیموث داک که بعدتر در ۱۸۲۴ به دون‌پورت تغییر نام یافت در آنجا بنا نهاده شد. استون‌هاوس سومین شهری بود که بین دون‌پورت و پلیموث به‌وجود آمد اما این سه شهر در ۱۹۱۴ یک شهر واحد را به‌وجود آوردند.
بندر پلیموث بر اثر بمباران‌های هوایی در طول جنگ جهانی دوم دچار خسارت‌های زیادی شد اما امروزه بهترین نهادهای تجاری و مدنی را در این شهر می‌توان یافت. همچنین واحدهای جنبی ساخته شده در این شهر کارخانه‌های ساخت لوازم اتومبیل، تجهیزات روغن‌کاری، مواد شیمیایی، ابزارآلات دقیق و محصولات مهندسی را درخود جای داده‌اند.

## نگارخانه

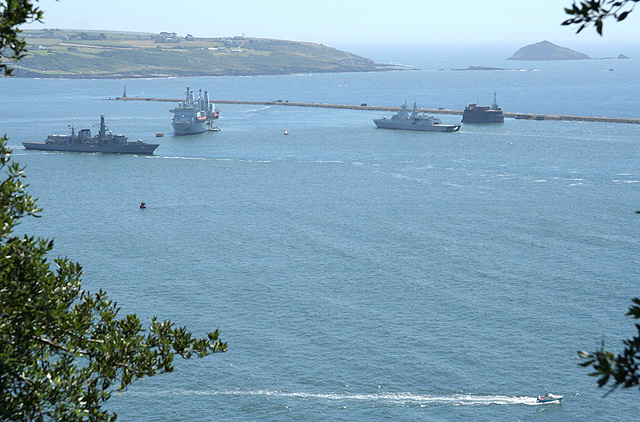
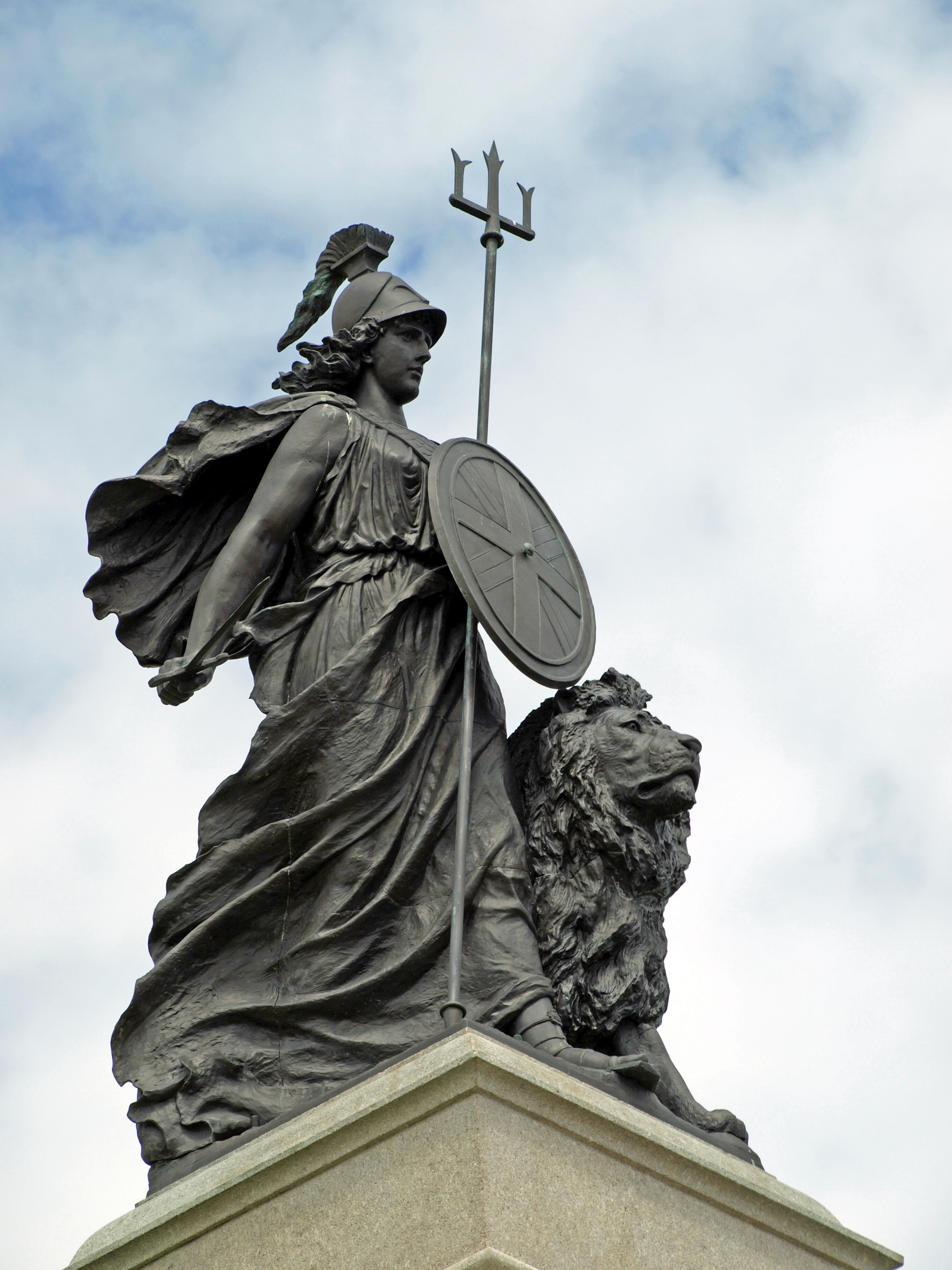
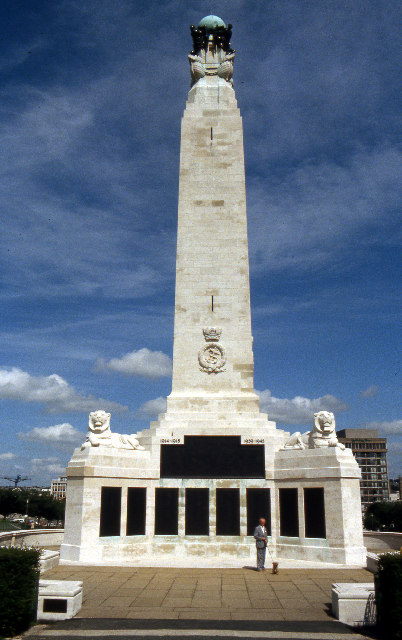
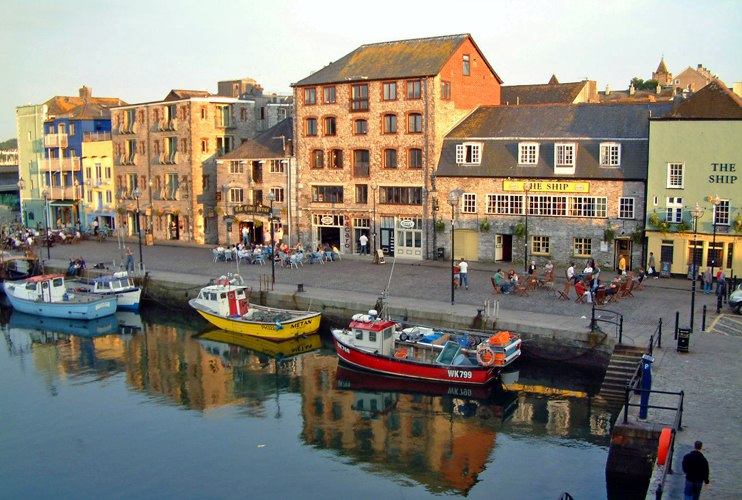
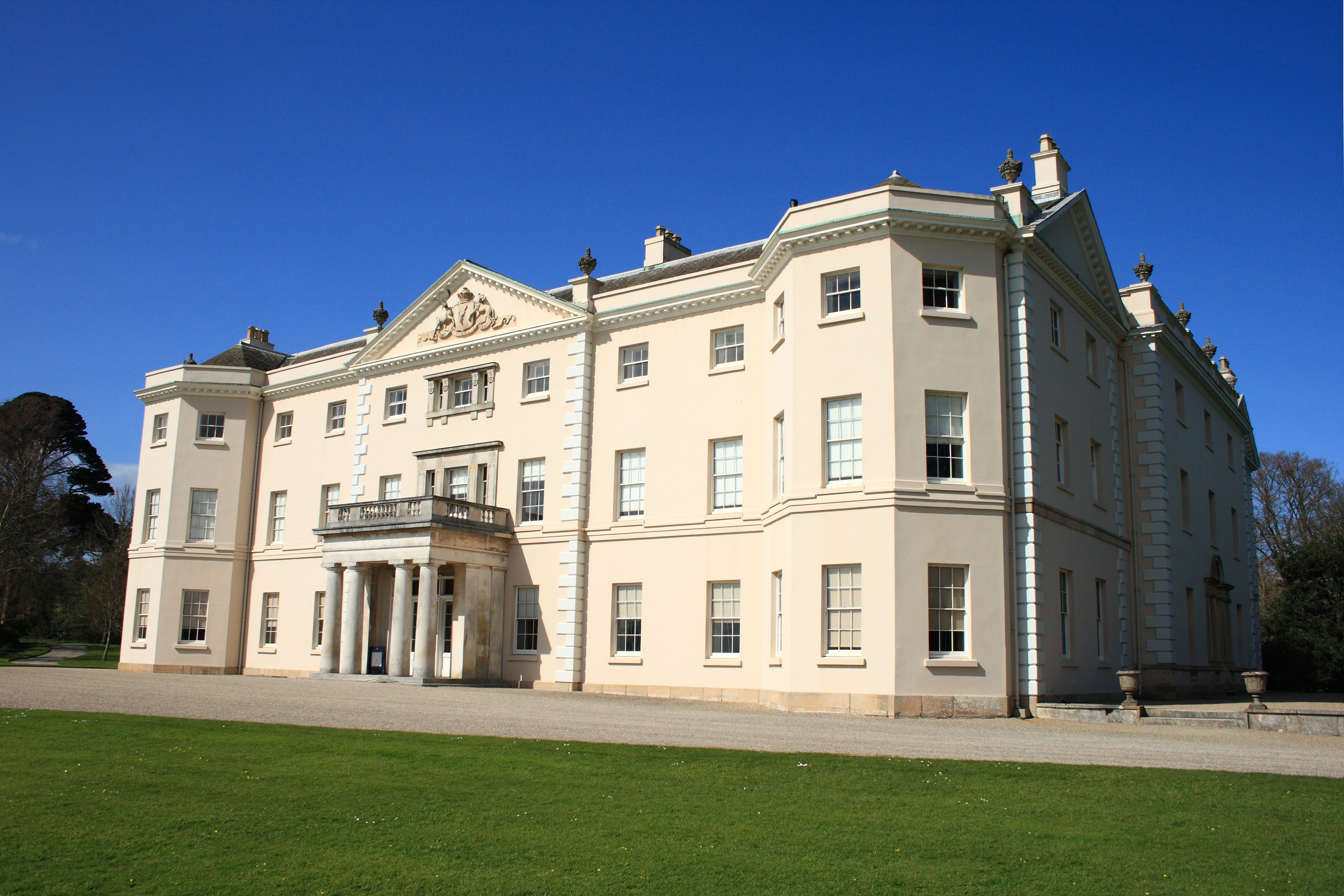